# سانتا کومبا
سانتا کومبا (به اسپانیایی: Santa Comba) یکی از دهستان‌های اسپانیا است که در استان لاکرونیا واقع شده‌است.

## خصوصیات
سانتا کومبا ۲۰۳٫۷۰ کیلومترمربع مساحت و ۱۰٬۴۸۷ نفر جمعیت دارد و ۳۰۰ متر بالاتر از سطح دریا واقع شده‌است.